# シトロエン・クサラWRC
シトロエン・クサラWRC（Citroën Xsara WRC）は、フランスの自動車メーカーであるシトロエンが開発したワールドラリーカー。

## 前史

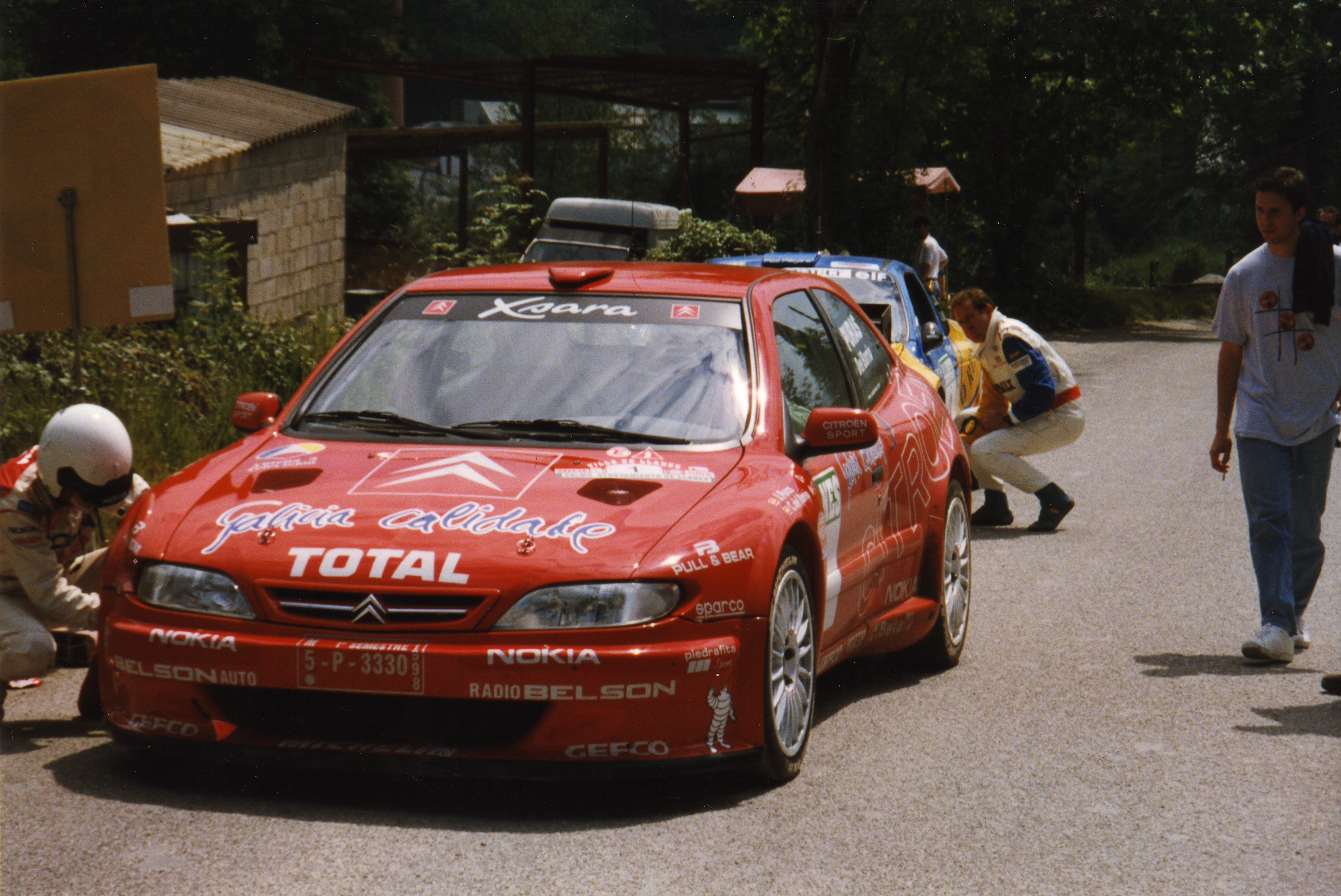
クサラ・キットカー(1998年)

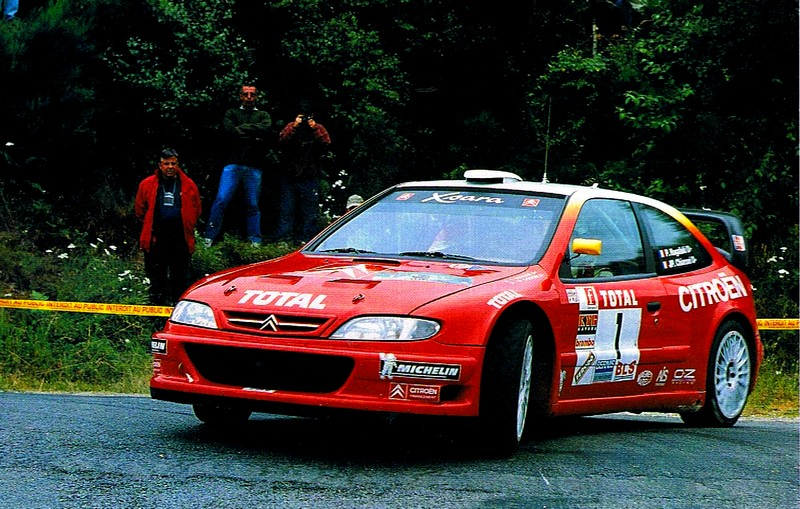
クサラT4（2000年）

1994〜1996年にZXを模したマシンでパリダカ（ダカール・ラリー）を3連覇、クロスカントリーラリー・ワールドカップを4連覇していたシトロエンであったが、メーカーによるグループT3（プロトタイプ）の参戦が禁止されたため、新たな戦場を探す必要があった。そこで当時人気復活の様相を呈し始めていたラリーへと転戦することとなった。
シトロエンはF2キットカー規定に従い1997年に前輪駆動+1.6L自然吸気エンジンのサクソ・キットカーを、1998年にはクサラをベースとした前輪駆動+2.0L自然吸気エンジンのクサラ・キットカーを開発。後者をルノーとプジョーがワークス参戦から撤退した後の1998年フランスラリー選手権に投入し、以降フィリップ・ブガルスキーが2000年まで3年連続でチャンピオンを獲得した。さらにクサラ・キットカーはWRC（世界ラリー選手権）でも極めて軽量なワイドボディとハイテク制御を武器に、ターマックに特化したマシンとして活躍。四輪駆動+2.0LターボエンジンのWRカー（ワールドラリーカー）規定の車両と同等以上の走りを見せ、1999年にはラリー・カタルーニャとツール・ド・コルスでシトロエン初のWRC総合優勝を達成した。
F2キットカーで活躍するさなか、親会社のプジョーとの兼ね合いで社内で争いながらも活躍の場をWRカーに移すことを決め、ツール・ド・コルスでの勝利の数日後には四輪駆動+ターボのクサラの開発を開始。2000年のフランス選手権において試作車となるクサラT4を投入し熟成を重ねていった。

## 技術

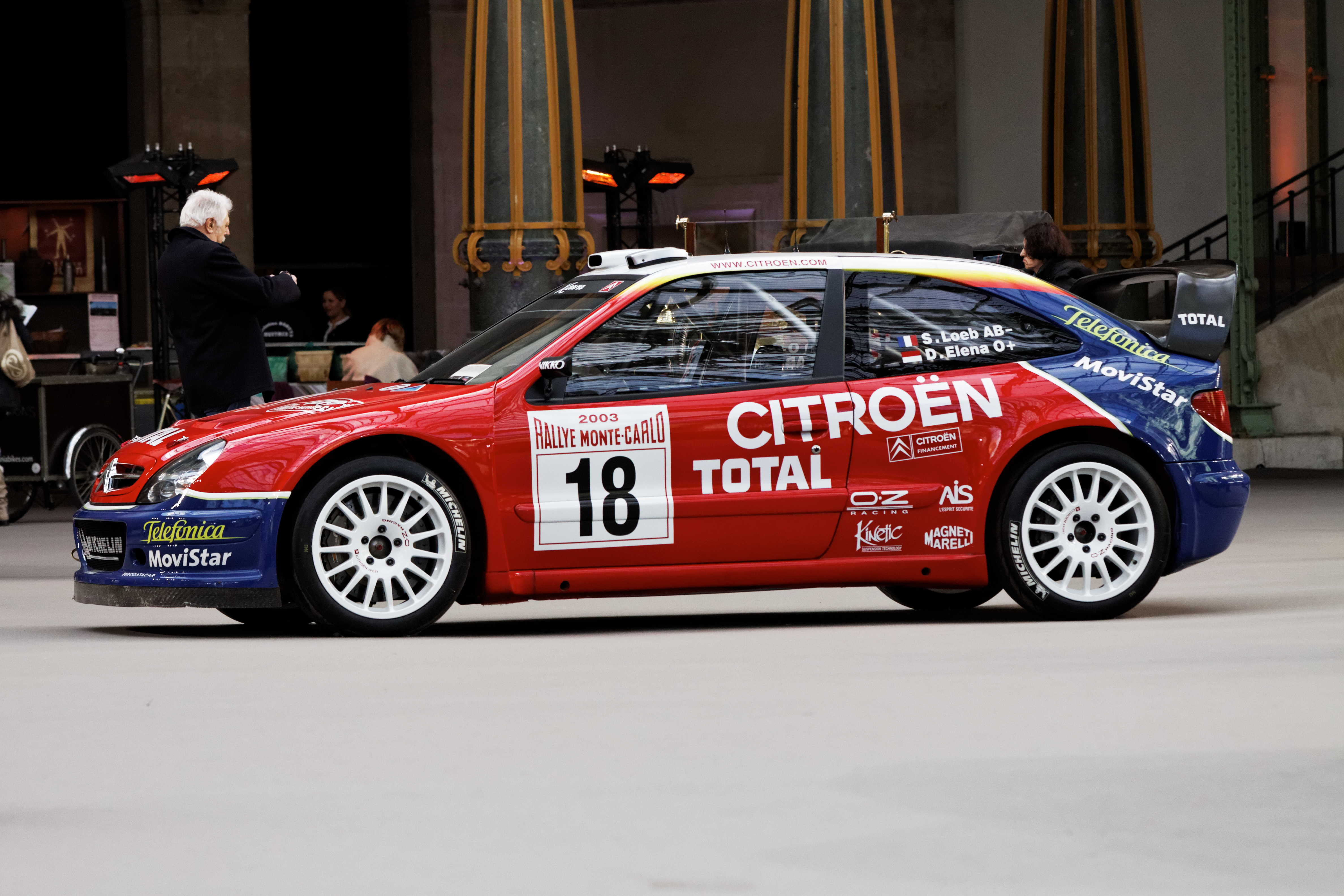
2003年左側方より撮影

クサラはルーフが低いことに加えてホイールベースは長めで、それでいてリアオーバーハングも短く、フロントはダウンフォースを稼ぐ空力デザインを可能にするだけの余裕を持つなど、WRカーとしての素性の良さは全車両中トップクラスであった。また強力なパワーを発揮したXU7JP4エンジンや、エクストラン・テックと共同開発したオーソドックスなデザインのダンパーも評価が高かった。開発責任者のジャン=クロード・ボカールの「考えうる限り最もシンプルな機構を巧妙なアイデアで実現する」という設計思想がよく現れており、機構的に革新的と言えるものはほとんど無いが、極めて基本に忠実な設計と熟成度・信頼性の高さで十分にカバーできていた。唯一フル参戦初年度の2003年から装備された油圧リンクアンチロールバーのみが画期的な機構として注目された。
前輪駆動のクサラ・キットカーで得た知見を元に製作されたこのマシンは、ターマック育ちの西欧系のドライバーたちと抜群のマッチングを見せており、ターマックでのタイヤの摩耗はエンジニアが息を呑むほど少なかったという。一方でコントロール幅は少なく精度の高いドライビングを要求されるマシンであり、後輪駆動寄りの特性を好むドライバーからは「ピーキーで乗りづらい」とも評された。そこにドライバーの慣れの少なさも手伝って、グラベルのような滑りやすい路面でのコントロール性で弱さを見せており、最初のうちはグラベルラリーで後れを取ることが多かったが、後にドライバーとマシンの両方の進歩により克服された。

## 戦歴
2001年にWRCにデビュー。初年度の2001年はターマック3戦、グラベル1戦の限定的な参戦だったが、シーズン終盤のツール・ド・コルスでスペイン人のヘサス・ピュラスが早くも初優勝を果たした。フルモデルチェンジを跨がずに二輪駆動と四輪駆動の双方でWRC総合優勝を達成したベース車両はクサラのみである。
2002年伝統のラリー・モンテカルロではセバスチャン・ローブが1位フィニッシュするも規定違反で2位降格となったが、そのポテンシャルの高さはライバルたちを震撼させた。この年はシーズンの過半数のイベントに参戦し、ローブがラリー・ドイチュラントで優勝した。

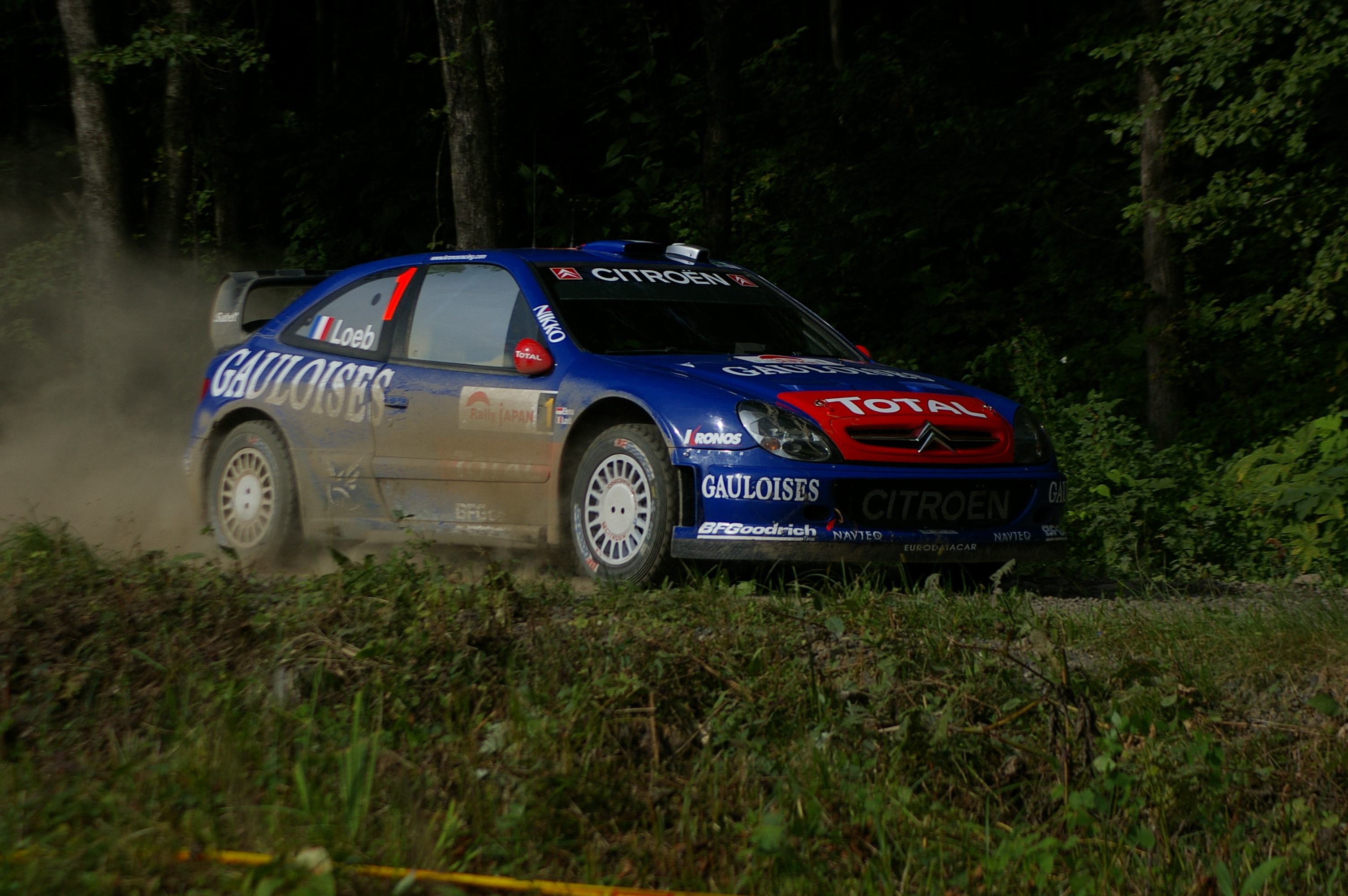
2005年ラリー・ジャパンのセバスチャン・ローブ

十分なマシンの熟成を経た後の2003年からフル参戦。ドライバーはローブとカルロス・サインツのダブルエース体制となる。ローブとサインツが同点首位で迎えた最終戦でサインツがリタイアしたため、ローブは完走重視の走行を強いられてドライバーズタイトルは逃したが、これによりシトロエンはマニュファクチャラーズタイトルを初年度で獲得した。
2004年も同じ体制で参戦。ローブは16戦中12戦で2位以上という圧巻の強さで初のドライバーズタイトルを獲得し、マニュファクチャラーズタイトルも防衛した。
2005年は引退したサインツに代わりフランソワ・デュバルがレギュラー参戦したが、デュバルの不振でサインツが2戦のみ代打で登場。ローブの強さは相変わらずで、年間最多勝記録の10勝をマーク。さらにツール・ド・コルスでローブは、全SSトップタイムという空前絶後の記録を打ち立てた。ドライバーズは2連覇、マニュファクチャラーズは3連覇となった。
2006年はシトロエンがベルギーのクロノス・レーシングを支援する形のセミワークス参戦に切り替えた。ドライバーはローブとスペイン人のチェビー・ポンス。2005年から開発リソースを次期型車両（C4 WRC）のために注ぎ込んだため開発はほぼストップしていたが、保守的な設計ながら熟成されたサスペンションを持つクサラはローブの優れたドライビング技術も合わさって、相変わらず高い戦闘力を発揮。同年からコスト高騰の原因になるハイテク制御や凝った機構は禁止され、ライバルが強さの秘訣と疑っていた油圧リンクアンチロールバーも失われたはずなのに前半5連勝という圧倒的な強さを示し、むしろライバルたちのほうがハイテク制御に頼っていることを証明してしまう形となった。この年はローブが骨折で終盤4戦を欠場した影響でマニュファクチャラーズ選手権はフォードの手に落ちるが、ドライバーズ/コドライバーズは骨折するまで1位・2位でしかフィニッシュしなかったローブが大量得点によるリードを守りきり、たった1pt差でタイトルを防衛、3連覇した。
2007年にシトロエンのワークス復帰とともにC4 WRCが登場してワークスでの役割は終えたが、クロノスが引き続きクサラWRCを運用し、マンフレッド・ストールやフランソワ・デュバルらとともに参戦。またイタリアのプライベータージジ・ガリ、トニ・ガルデマイスターなども参戦した。ラリー・ドイチュラントでフランソワ・デュバルがC4 WRCのローブに次ぐ2位に入る活躍を見せた。
2008年はPHスポールでジンバブエ人のコンラッド・ローテンバッハが2戦のみドライブした。
2009年ではスバル撤退でシートを失ったペター・ソルベルグと、ツーリングカーレースの雄イヴァン・ミュラーがドライブ。基本設計は10年近く前の車両でチーム体制もプライベーターながら、ソルベルグはノルウェーのSS1でステージ勝利を記録し、キプロスとイタリアの2度表彰台を獲得。一時はランキング5位に浮上するなど、素性の良さに間違いがなかったことが改めて確認されることとなった。しかしさすがに冷却系はじめとする設計の古さもあって、ワークス勢との互角の戦いを望むソルベルグは終盤型落ちのC4 WRCへ乗り換えた。クサラのWRC参戦はこの年が最後となった。

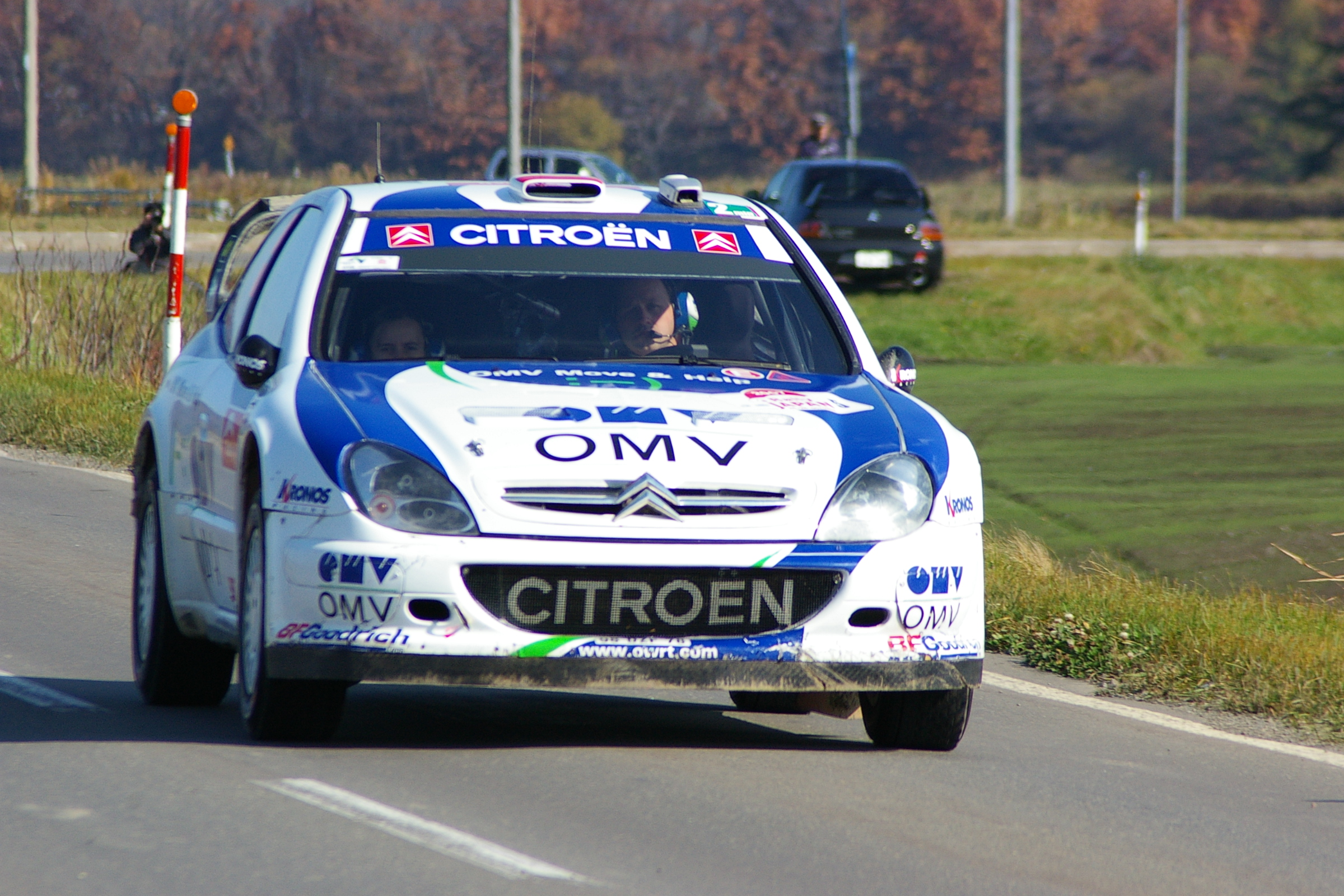
2007年ラリージャパンでOMVクロノス・シトロエンWRTから参戦したマンフレッド・ストール

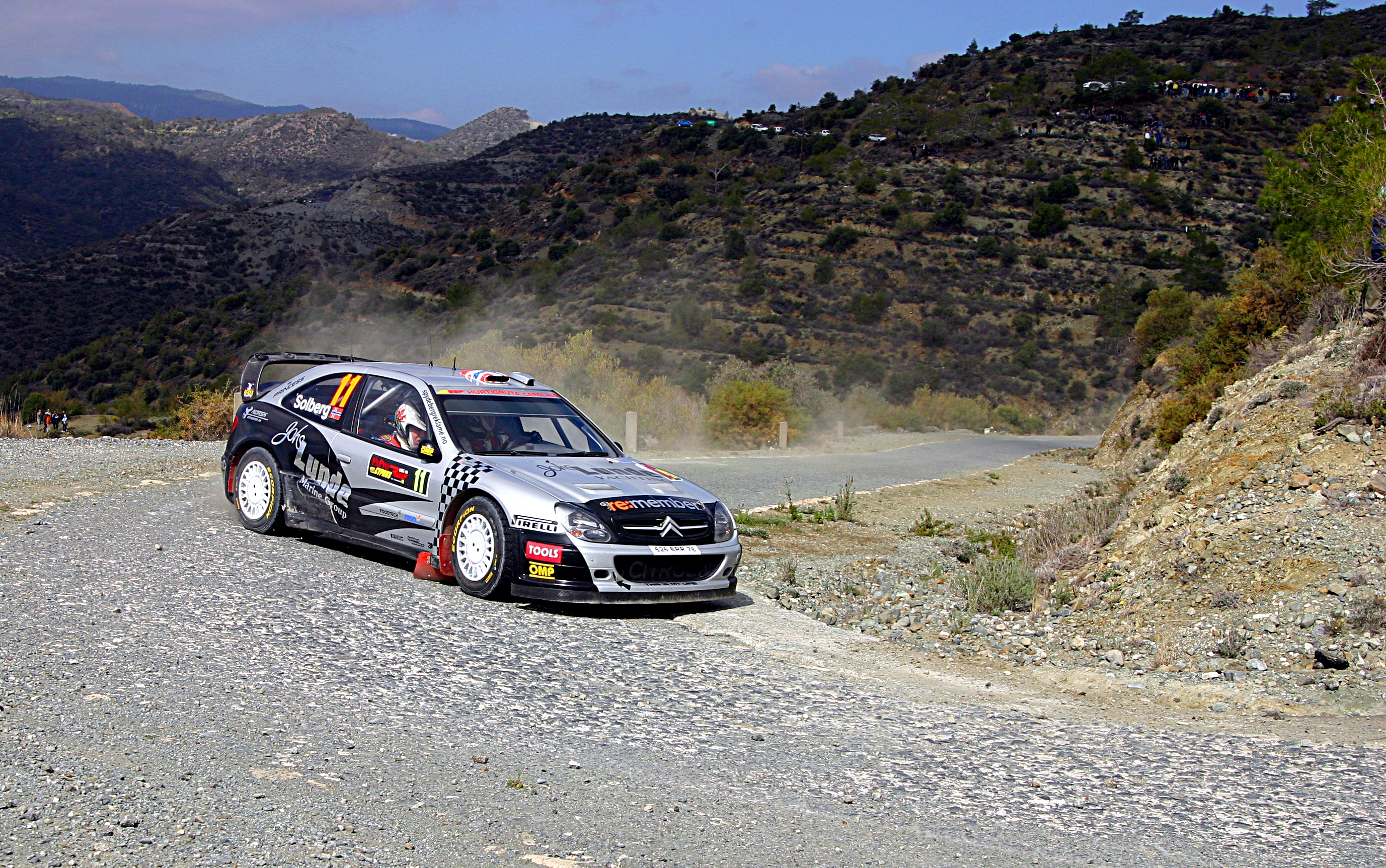
2009年キプロス・ラリーに参戦するペター・ソルベルグ

ペターの息子オリバー・ソルベルグは、2018〜2019年ジムカーナ・グリッドイベント（南アフリカ、ケン・ブロックが発案）において、400馬力前後にまでチューニングされたモンスターエナジーカラーのクサラWRCをドライブした。